# Jesus (film)

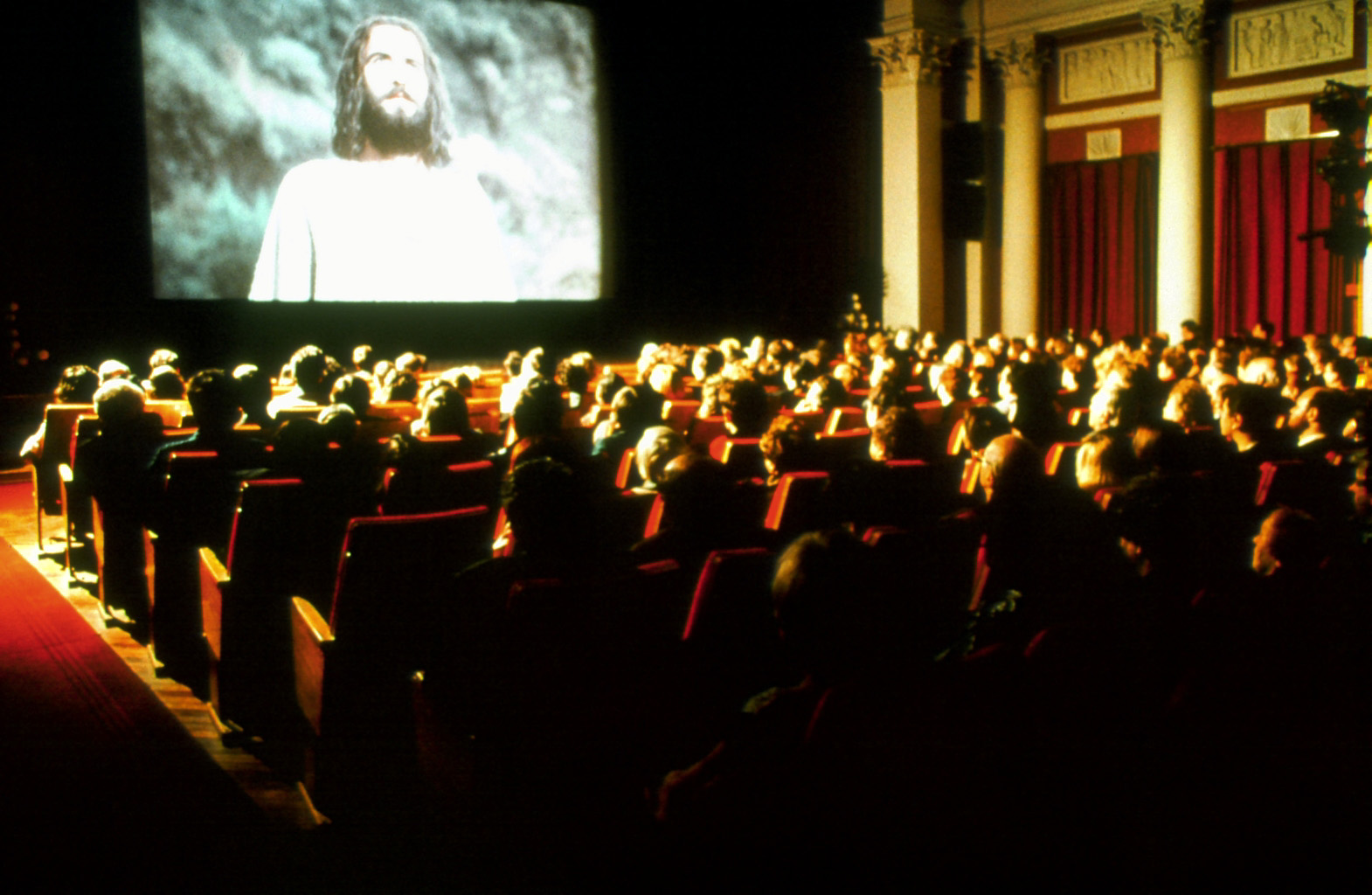
Een bioscoopvertoning van de film Jesus

De film Jesus is een docudrama, gebaseerd op het verhaal van Jezus zoals de evangelist Lucas dat overleverde.

## Verhaal achter de film
In 1979 produceerde John Heyman in samenwerking met Campus Crusade for Christ deze film. In het begin is de film gedistribueerd door Warner Brothers. De film is, doordat deze veel wordt gebruikt door zendelingen in derdewereldlanden, voor veel mensen in die landen de eerste film die zij ooit te zien kregen.
De visie achter dit project kwam van Bill Bright, de oprichter van Campus Crusade for Christ. In 1950 droomde hij van een Bijbels betrouwbare film over het leven van Jezus Christus die vervolgens in alle beschikbare talen zou kunnen worden vertaald. In de herfst van 1979 was de film voor het eerst te zien in 2000 Amerikaanse bioscopen.

## Jesus-filmproject
Het doel van het Jesus-filmproject is om de film voor alle mensen ter wereld toegankelijk te maken, ongeacht hun taal of leefsituatie. De film is inmiddels uitgebracht in ruim 950 verschillende talen en kan hierdoor op grote schaal worden gebruikt om mensen in hun eigen taal in aanraking te laten komen met het verhaal over Jezus.

## Opnamen
Alle opnamen van de film werden gemaakt in het land en op de plaatsen waar Jezus werkte en leefde. Meer dan 5.000 figuranten werkten mee aan deze productie.

## Uitgaven
De oorspronkelijke film van 120 minuten lang is eind jaren negentig opnieuw uitgebracht in een kortere versie van 84 minuten. Deze laatste versie is via iTunes beschikbaar als VODcast.
In 2003 werd een kinderversie uitgebracht onder de titel The Story of Jesus for Children. Voor deze versie zijn nieuwe scènes gefilmd van de kinderen Benjamin, Caleb, Sarah, Leah en Nathan. In het verhaal kijk je door hun ogen en vanuit hun belevingswereld naar het leven van Jezus.

## Rolverdeling
| Acteur            | Personage        |
| ----------------- | ---------------- |
| Jezus             | Brian Deacon     |
| Maria             | Rivka Neumann    |
| Jozef             | Yosef Shiloach   |
| Johannes de Doper | Eli Cohen        |
| Petrus            | Niko Nitai       |
| Maria Magdalena   | Talia Shapira    |
| Judas Iskariot    | Eli Danker       |
| Pontius Pilatus   | Peter Frye       |
| Herodes Antipas   | Richard Peterson |